# Kako je počeo rat na mom otoku
A Kako je počeo rat na mom otoku (Hogyan kezdődött a háború) 1996-os horvát film Vinko Brešan rendezésében. Egyike a délszláv háborút feldolgozó kevés számú horvát filmnek; műfaját tekintve paródia, amely a háború abszurditására mutat rá.

## Keletkezése
1991-ben Vinko Brešan tanúja volt Šibenikben a Jugoszláv Néphadsereg laktanyája előtti tüntetéseknek, és néhány helyzetet igen humorosnak talált. Akkoriban dokumentumfilmet forgatott volna az eseményekről, de nem volt hozzá kamerája. Arra is rájött, hogy a ugyanannak a helyzetnek a második megtapasztalása már nem olyan humoros mint az első, így a megoldás egy játékfilm forgatása. Benyomásairól írt egy vázlatos forgatókönyvet, amit megmutatott apjának, Ivo Brešannak, majd együtt dolgozták ki a cselekményt. A forgatókönyv még a Vihar hadművelet előtt zöld utat kapott a  forgatáshoz, miközben a háború még zajlott.
A filmet 1995 telén, 28 nap alatt forgatták a Szent Antal-csatorna közelében és Primoštenben. A filmben mutatott laktanya az 1991-es tüntetések tényleges helyszíne. Eredetileg televíziós produkcióként készült, 16 milliméteres filmre, és csak a mozibemutató előtt tették át 35 milliméteresre.

## Cselekménye
A történet 1991-ben játszódik, Horvátország függetlenségének kikiáltása (1991. június 25.) után, amikor a Jugoszláv Néphadsereg még nem hagyta el a horvátországi laktanyákat. A helyszín egy dalmát sziget, melynek lakói a laktanya kiürítését és a horvát sorkatonák leszerelését követelik. A laktanya parancsnoka, Aleksa Milosavljević szerb őrnagy feletteseinek utasítását várja, és a laktanya felrobbantásával fenyegetőzik. A helyiek színpadot állítanak a laktanya elé, ahol megállás nélkül megy a műsor: szavalatokkal, rockzenével, szónoklatokkal próbálják meggyőzni az őrnagyot.

## Fogadtatása
A film Velika zlatna arena díjat nyert a Pólai Filmfesztiválon és nagydíjat a Cottbusi Filmfesztiválon. Emellett Horvátországban hatalmas kasszasikert is aratott, mintegy 350 000 fős nézőszámát, amely az ország lakosságának mintegy 8%-át teszi ki, csak a Titanic múlta felül.
1999-ben a horvát filmkedvelők körében végzett közvélemény-kutatáson bekerült a minden idők legjobb horvát filmjei közé.

## Fordítás
- Ez a szócikk részben vagy egészben  a   How the War Started on My Island című angol Wikipédia-szócikk ezen változatának fordításán alapul.  Az eredeti cikk szerkesztőit annak laptörténete sorolja fel. Ez a jelzés csupán a megfogalmazás eredetét és a szerzői jogokat jelzi, nem szolgál a cikkben szereplő információk forrásmegjelöléseként.